# Вальгрен, Анна
Анна Марта София Вальгрен (швед. Anna Wahlgren; 6 октября 1942, приход Кафедрального собора Лунда — 7 октября 2022, Гоа) — шведская писательница, сценарист и общественный деятель. Мать 9 детей, автор 37 изданных книг. Не имея педагогического и медицинского образования, кроме школы, стала автором нескольких курсов по воспитанию.

## Биография и образование
Анна родилась в семье известного шведского строителя-инноватора Гарри Карлссона и ресторанного менеджера Марианны Вальгрен. В браке родители пробыли недолго. У Анны есть шесть сводных братьев и сестер по отцу.

### Образование
В 1951 году в возрасте 9 лет после развода родителей Анна осталась одна в Стокгольме и попала в интернат.
В 1961 окончила первую шведскую школу-интернат Viggbyholmsskolan с экспериментальной педагогической системой.
В 1962—1963 занималась в театральной школе Оскара Витцанского.

### Замужества
- Первое: 1961—1966. Муж — преподаватель Ларс Даниус, в браке рождены две дочери: Сара и Нина.
- Второе: 1966—1972. Супруг — художник Карстен Фельдт. В браке появилось трое детей: дочери Фелиция и Майя, сын Линус.
- Третье: 1974—1976. Муж — Хамид эль-Хатиб. Пара проживала в Египте, родился сын Арон, который умер от дифтерии в возрасте 3 лет.
- Четвёртое: журналист Бо Сёдерберг. В браке родились дочери Аврора, Элеонора, Айседора.
- Пятое и шестое: 1985—1986/1987-1989. Супруг — журналист Пер-Иваре Зольстрём.
- Седьмой брак: 2001—2003 гг. Муж — Стиг Карлссон.

Кроме 9 детей, у Анны 18 внуков и 3 правнука.

## Участие в публичных дебатах
В 1977 в телепрограмме Konfrontation Вальгрен выступила с провокационным лозунгом против помещения в детские сады детей в возрасте до трёх лет, а также принудительной опеки над несовершеннолетними. Она утверждала, что под видом самореализации женщин заставили выйти на рынок труда и подчиниться условиям мужчин.
Методы Анны Вальгрен по уходу за младенцами, описанные в её книгах, неоднократно подвергались критике со стороны психологов и педиатров. Её позиции относительно укладывания младенцев на живот во время ночного сна осуждались, признавались жестокими, опасными для жизни детей.
В 2004 г. Анна создала сайт www.annawahlgren.com с собственным родительским форумом и книжное издательство AnnaWahlgren AB.
2009 Вальгрен стала спикером 16-го Стриндбергского фестиваля.
В январе 2012 года третья дочь Анны Фелиция Фельд выпустила автобиографическую повесть «Исчезнувшая Фелиция». В книге она открыто критиковала политику воспитания своей матери, обвинила её в злоупотреблении алкоголем, частой смене партнёров и жестоком обращении.
Вальгрен ответила книгой «Правда или следствие» (2012), но она не смогла предотвратить последовавший за ней финансовый крах. Продажи её книг резко упали, в том числе и тех, которые успели стать настольными для молодых родителей.
Несмотря на неоднозначную репутацию, Анна Вальгрен по сей день считается экспертом по воспитанию детей, а её книги переиздаются, переводятся на разные языки. В 2015 году на русский был переведён курс «Наши дети спят всю ночь», который получил в России титульный маркер «Бестселлеры детской психологии».
После выхода скандальной книги дочери Анна Вальгрен продала своё имение в Ямтланде и переехала на Гоа в Индию к приемному сыну Вито. По информации шведской газеты Expressen, они стали мужем и женой. Анна данный факт не отрицает, но продолжает утверждать, что относится к Вито только как к сыну, а брак был заключен ради социального сотрудничества. Разница между супругами составляла 40 лет. Вальгрен снимала дом для «приемного сына», его жены и детей, фактически содержала всю свою индийскую семью.

## Фильмография
| Название                           | Год выхода | Режиссёр         |
| ---------------------------------- | ---------- | ---------------- |
| Äktamakar: Helen och Hans          | 1990       | Rune Formare     |
| Skavlan                            | 2009       | Daniel Jelinek   |
| Anna Wahlgrenvarhela Sverigesmamma | 2018       | Kristina Hedberg |